# منظمة اللاجئين الدولية
منظمة اللاجئين الدولية (بالإنجليزية: International Refugee Organization) منظمة حكومية دولية تأسست في 20 أبريل 1946 للتعامل مع مشكلة اللاجئين الضخمة التي أوجدتها الحرب العالمية الثانية. بدأت اللجنة التحضيرية عملياتها قبل هذا التاريخ بأربعة عشر شهراً. في عام 1948، دخلت اتفاقية تأسيس IRO (اختصار لمنظمة اللاجئين الدولية) حيز التنفيذ وأصبحت IRO وكالة متخصصة تابعة الأمم المتحدة. تولت IRO معظم مهام إدارة الأمم المتحدة للإغاثة وإعادة التأهيل السابقة. في عام 1952، توقفت نشاطات IRO، وحل محلها مكتب مفوض الأمم المتحدة السامي لشؤون اللاجئين (UNHCR).
دستور المنظمة الدولية للاجئين، الذي اعتمدته الجمعية العامة للأمم المتحدة في 15 ديسمبر 1946، هو الوثيقة التأسيسية لـ IRO حدد الدستور مجال عمليات المنظمة. وعلى نحو مثير للجدل، حدد الدستور «أشخاصاً من أصل عرقي-ألماني» طُردوا، أو طُردوا من بلدان ميلادهم (أي بعد الحرب العالمية الثانية وسقوط ألمانيا النازية التي كانت في مواجهة مع أميركا، بريطانيا وفرنسا) إلى ألمانيا، كأفراد «لن تهتم بهم المنظمة». وبسبب الخلافات بين الحلفاء الغربيين والاتحاد السوفيتي، كانت نشاطات ال IRO تقتصر فقط في المناطق التي تسيطر عليها جيوش الدول الغربية (بريطانيا وفرنسا).
في ذلك الوقت أصبح ست وعشرون دولة أعضاء في IRO وظهرت رسميا في عام 1948: الأرجنتين، أستراليا، بلجيكا، بوليفيا، البرازيل، كندا، جمهورية الصين، الدنمارك، جمهورية الدومينيكان، فرنسا، غواتيمالا، هندوراس، أيسلندا، إيطاليا، ليبيريا، لوكسمبورغ، هولندا، نيوزيلندا، النرويج، بنما، بيرو، الفلبين، سويسرا، المملكة المتحدة، الولايات المتحدة وفنزويلا.
قدمت الولايات المتحدة حوالي 40 ٪ من الميزانية السنوية ل IRO-155 مليون دولار. وبلغ مجموع المساهمة التي قدمها الأعضاء الخمس سنوات من العمل حوالي 400 مليون دولار. وقد انقذت حوالي 10 ملايين شخص خلال هذا الوقت، من أصل 15 مليون شخص تقطعت بهم السبل في أوروبا. أول مدير عام لمنظمة اللاجئين الدولية هو «وليام هالام توك»، وجاء بعده «دونالد كنجسلي» في 31 يوليو 1949.
أغلقت IRO عملياتها في 31 يناير 1952 وبعد فترة تصفية، خرجت من الوجود في 30 سبتمبر 1953. في ذلك الوقت كانت العديد من مسؤولياتها قد افترضت من قبل وكالات أخرى. ومما له أهمية خاصة مكتب المفوض السامي لشؤون اللاجئين، الذي أنشئ في كانون الثاني / يناير 1951 كجزء من الأمم المتحدة، واللجنة الحكومية الدولية للهجرة الأوروبية.

## تاريخها في أرشيف الأمم المتحدة
من بين الخدمات التي قدمتها منظمة IRO رعاية وإصلاح وضع اللاجئين في المخيمات، والتدريب المهني، والتوجيه لإعادة التوطين، وخدمة شاملة للبحث عن المفقودين للعثور على أقاربهم المفقودين. كما اضطلعت بمسؤوليات الحماية القانونية وإعادة توطين اللاجئين الذين سبق أن نفذتها اللجنة الحكومية الدولية المعنية باللاجئين. وقد خلفه مكتب مفوض الأمم المتحدة السامي لشؤون اللاجئين.

## سياسة المنظمة
في أعقاب الحرب العالمية الثانية التي خلفت ورائها العديد من اللاجئين الباحثين عن مأوى كانت منظمة اللاجئين تقوم بعملها على أكمل وجه ولكن كانت مهامها تقتصر على إغاثة اللاجئين من دول الحلفاء الغربية، بما معناه ان منظمة اللاجئين الدولية من المفترض أن تكون حيادية وان تساعد اللاجئين الألمان.

## في الأفلام
- فيلم البحث بواسطة فريد زينمان (1948): ساعدت منظمة اللاجئين الدولية المُنتج على إنتاج هذه القصة حول الأطفال اللاجئين في ألمانيا عام 1945.